# Dorette Huegin
Dorette Huegin oder Dorette Hügin-Straumann (* 10. Juli 1928 in Waldenburg, Kanton Basel-Landschaft; † 12. Juni 2018) war eine Schweizer Malerin und Restauratorin.

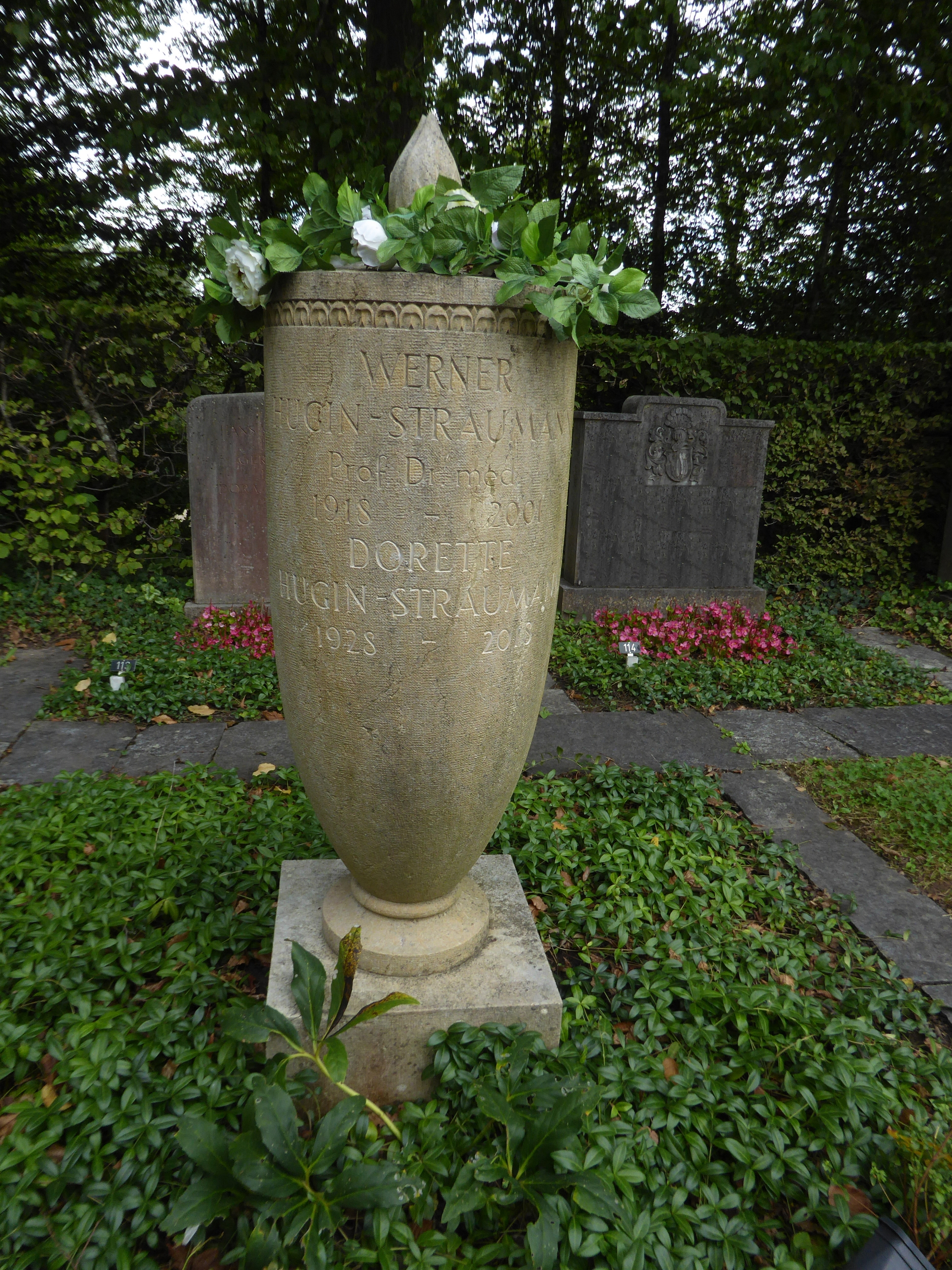
Grab auf dem Friedhof am Hörnli.

## Leben und Werk
Dorette Huegin studierte in Paris an der Académie des Beaux-Arts und an der Académie Julian. Zudem arbeitete sie im Atelier von Fernand Léger. Ihre Werke umfassen Restaurierungen von Wandbildern sowie Glasfenster, Acrylmalerei, Zeichnungen, Collagen und Siebdrucke. Sie war mit dem Anästhesisten Werner Hügin verheiratet. Ihre letzte Ruhestätte fand sie auf dem Friedhof am Hörnli.